# National Express Holding
Die National Express Holding GmbH ist ein im Jahr 2014 gegründetes, deutsches Personenverkehrsunternehmen der britischen Mobico Group PLC (Name bis Juni 2023: National Express Group) mit Sitz in Düsseldorf.

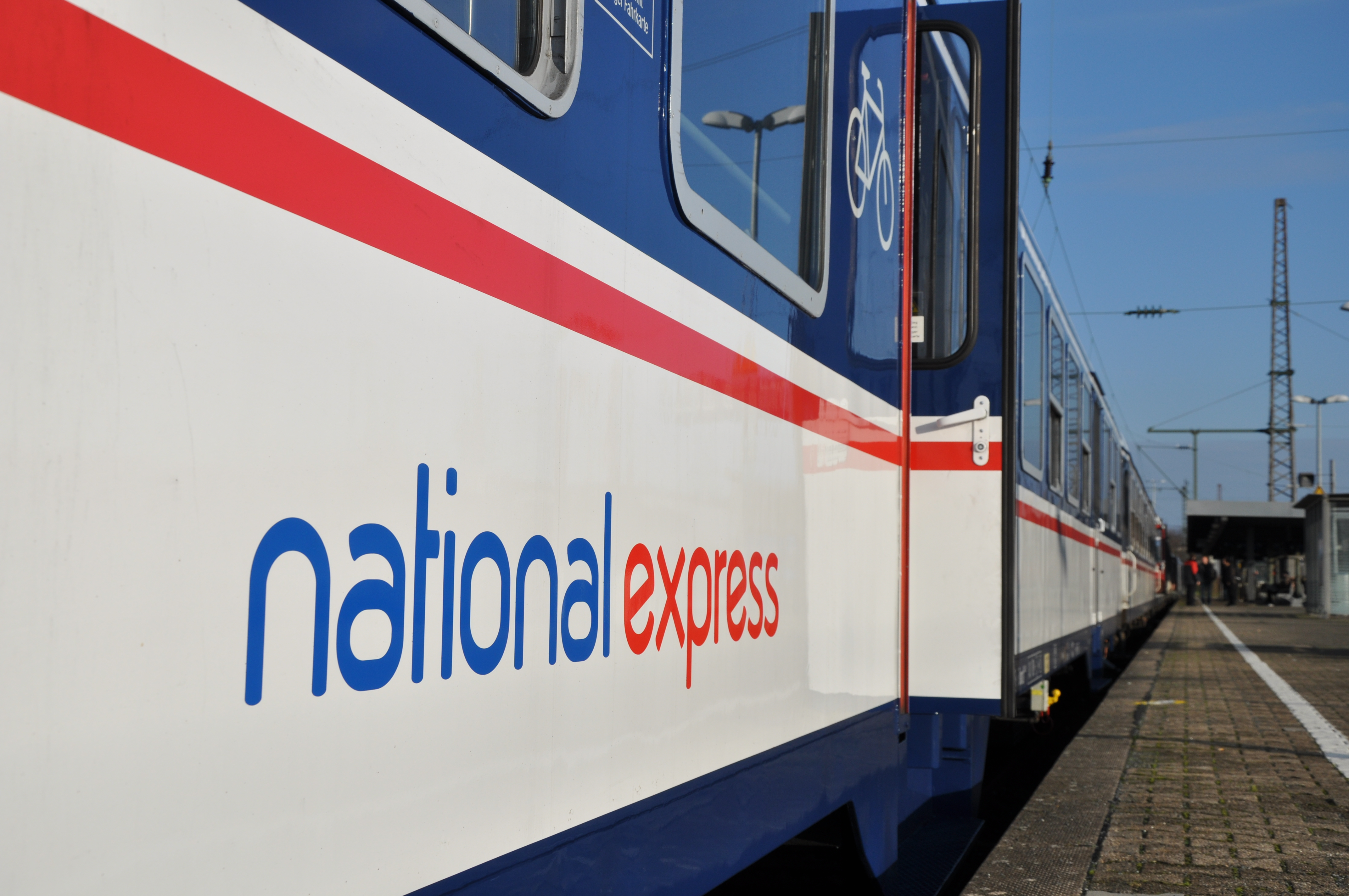
Logo von National Express an einem n-Wagen

## Tochtergesellschaften
Das operative Geschäft wird derzeit über zwei Tochterunternehmen betrieben. Die National Express Rail GmbH mit Sitz in Köln fungiert als Betreibergesellschaft für die Aufträge in Nordrhein-Westfalen. Eine weitere Tochtergesellschaft, die Süddeutsche Regionalbahn GmbH (bis Juni 2018 National Express Südwest GmbH) mit Sitz in Frankfurt am Main, betreibt derzeit keine Linien.

## Schienenverkehr

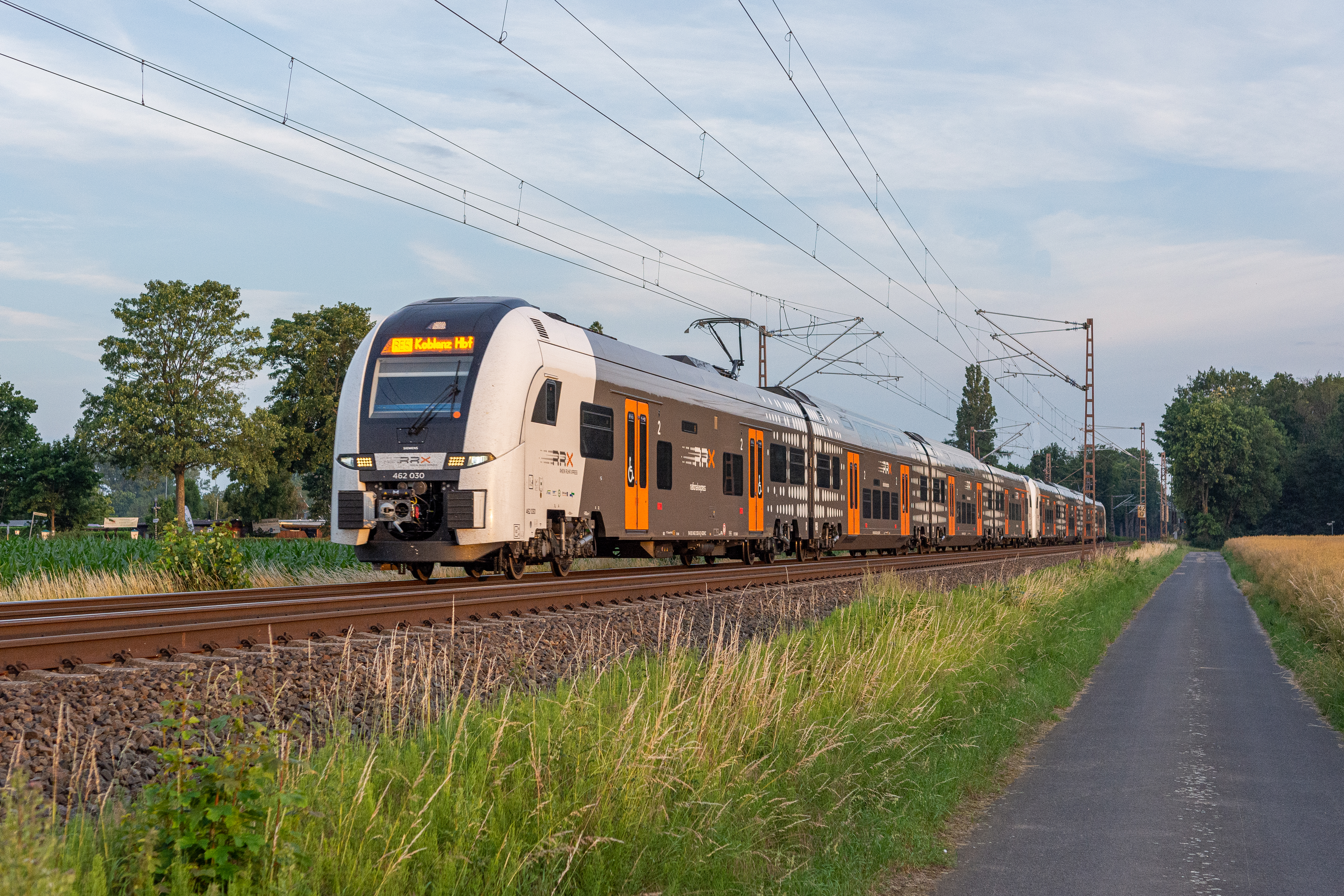
Siemens Desiro HC in RRX-Design von National Express als Rhein-Ruhr-Express

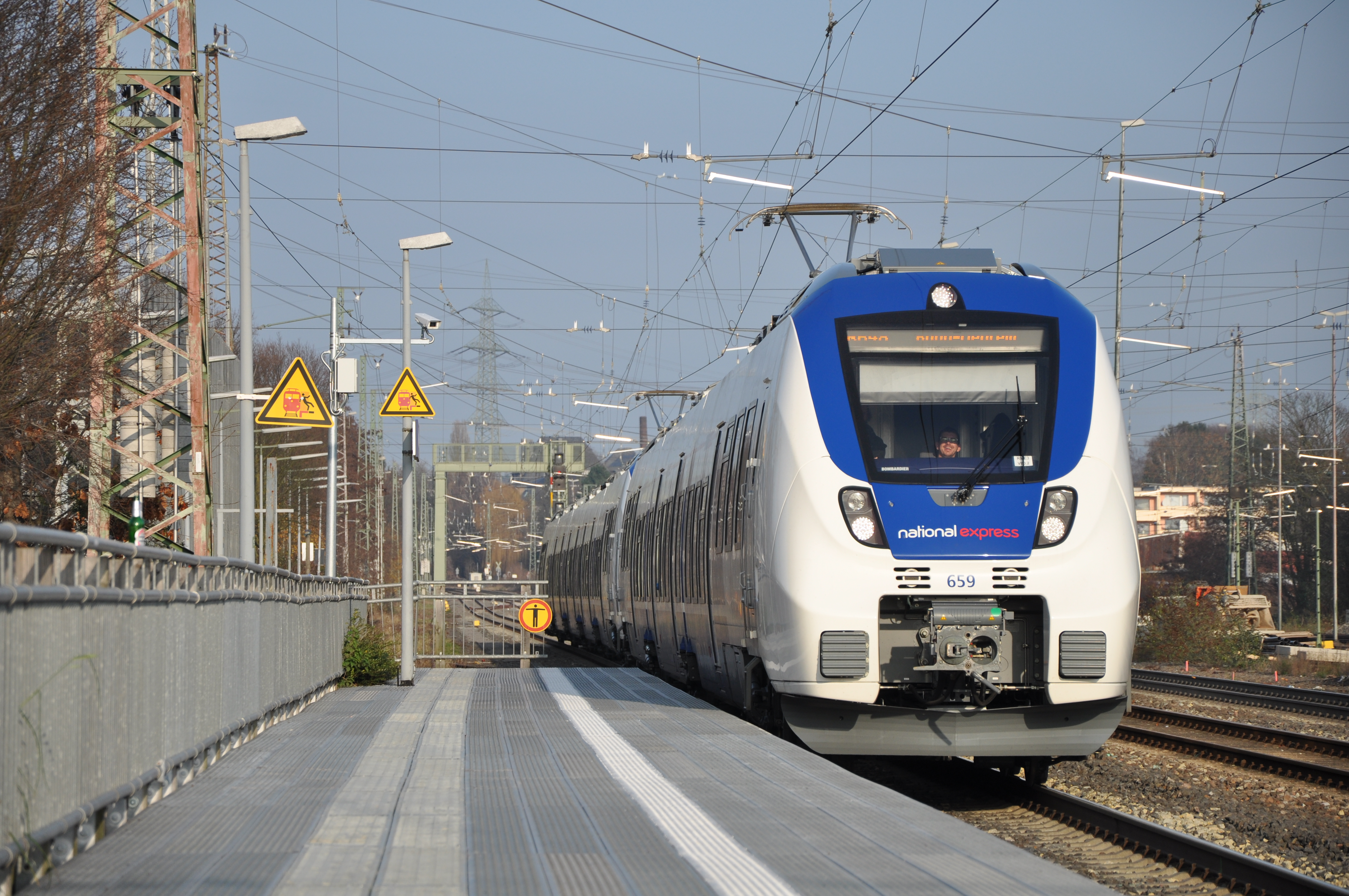
Bombardier Talent 2 von National Express auf der Linie RB 48 in Solingen Hbf

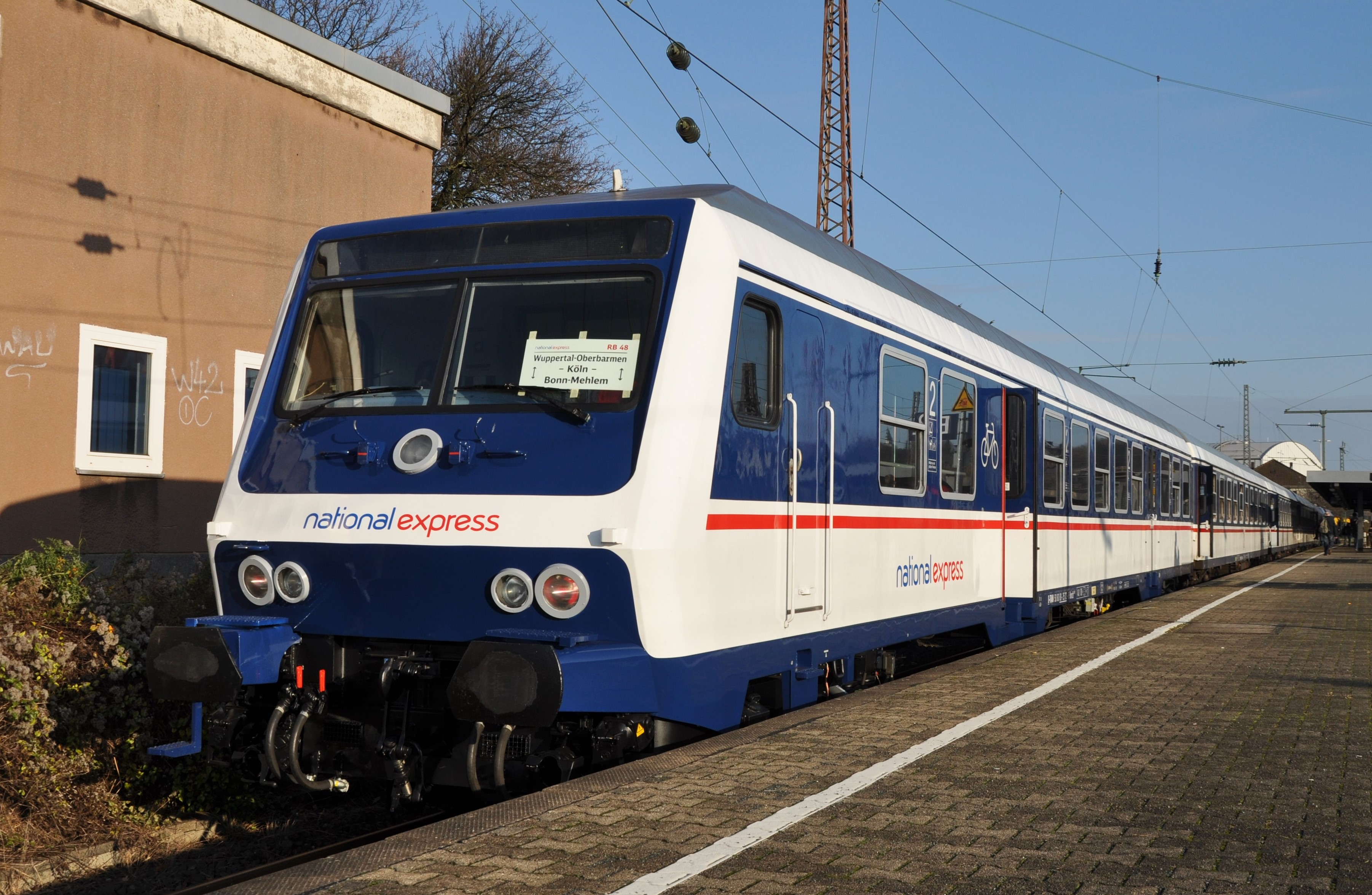
Wittenberger Steuerwagen

National Express hat sich bundesweit an verschiedenen Ausschreibungen für regionalen Schienenverkehr beteiligt und dabei mehrere Ausschreibungen in Nordrhein-Westfalen für sich entschieden. In einer weiteren Ausschreibung in Bayern wurde das Unternehmen als bevorzugter Bieter ausgewählt. 

National Express ist mit rund 21 Millionen Zugkilometern jährlich im Großraum Nordrhein-Westfalen das größte private Eisenbahnverkehrsunternehmen der Region.

### Übersicht
| Linie       | Name                      | Zuglauf                                                                           | Vertragslaufzeit      | Fahrzeug            |
| ----------- | ------------------------- | --------------------------------------------------------------------------------- | --------------------- | ------------------- |
| RE 1 (RRX)  | NRW-Express               | Aachen – Köln – Düsseldorf – Duisburg – Essen – Dortmund – Hamm                   | Feb. 2022 – Dez. 2033 | Siemens Desiro HC   |
| RE 4        | Wupper-Express            | Aachen – Mönchengladbach – Neuss – Düsseldorf – Wuppertal – Hagen – Dortmund      | Dez. 2020 – Dez. 2033 | Siemens Desiro HC   |
| RE 5 (RRX)  | Rhein-Express             | Wesel – Duisburg – Düsseldorf – Köln – Bonn – Remagen – Koblenz                   | Jun. 2019 – Dez. 2033 | Siemens Desiro HC   |
| RE 6 (RRX)  | Rhein-Weser-Express       | Minden – Düsseldorf – Neuss – Köln – Köln/Bonn Flughafen                          | Dez. 2019 – Dez. 2033 | Siemens Desiro HC   |
| RE 7        | Rhein-Münsterland-Express | Krefeld – Neuss – Köln – Wuppertal – Hagen – Hamm – Münster – Rheine              | Dez. 2015 – Dez. 2030 | Bombardier Talent 2 |
| RE 11 (RRX) | Rhein-Hellweg-Express     | Düsseldorf – Duisburg – Essen – Dortmund – Hamm – Paderborn – Kassel-Wilhelmshöhe | Feb. 2022 – Dez. 2033 | Siemens Desiro HC   |
| RB 48       | Rhein-Wupper-Bahn         | Bonn – Brühl – Köln – Solingen – Wuppertal                                        | Dez. 2015 – Dez. 2030 | Bombardier Talent 2 |

### RE 7 und RB 48 (Rhein-Münsterland-Express)
Im Februar 2013 erhielt National Express zusammen mit IntEgro Verkehr im Rahmen einer europaweiten Ausschreibung den Zuschlag für den Betrieb der nordrhein-westfälischen Nahverkehrslinien RE 7 „Rhein-Münsterland-Express“ und RB 48 „Rhein-Wupper-Bahn“ ab 13. Dezember 2015. Zum Einsatz kommen dabei zehn drei- und 25 fünfteilige Elektrotriebzüge des Typs Bombardier Talent 2 in Doppeltraktion. Insgesamt werden auf der Linie RE 7 planmäßig 510 Sitzplätze und auf der Linie RB 48 planmäßig 415 Sitzplätze angeboten. Die Bestellung der Fahrzeuge hatte ein Auftragsvolumen von 170 Millionen Euro. Die Deutsche Bahn als Unterlegene machte von einer Einspruchsmöglichkeit Gebrauch, die Vergabekammer bei der Bezirksregierung Münster stellte jedoch keinen Vergaberechtsverstoß fest. Die Talent-2-Züge werden in den DB-Werken Düsseldorf und Münster gewartet, die schwere Instandhaltung wird im DB-Werk Krefeld erfolgen.

### RE 1, RE 5, RE 6 und RE 11 (Vorlaufbetrieb Rhein-Ruhr-Express) und RE 4

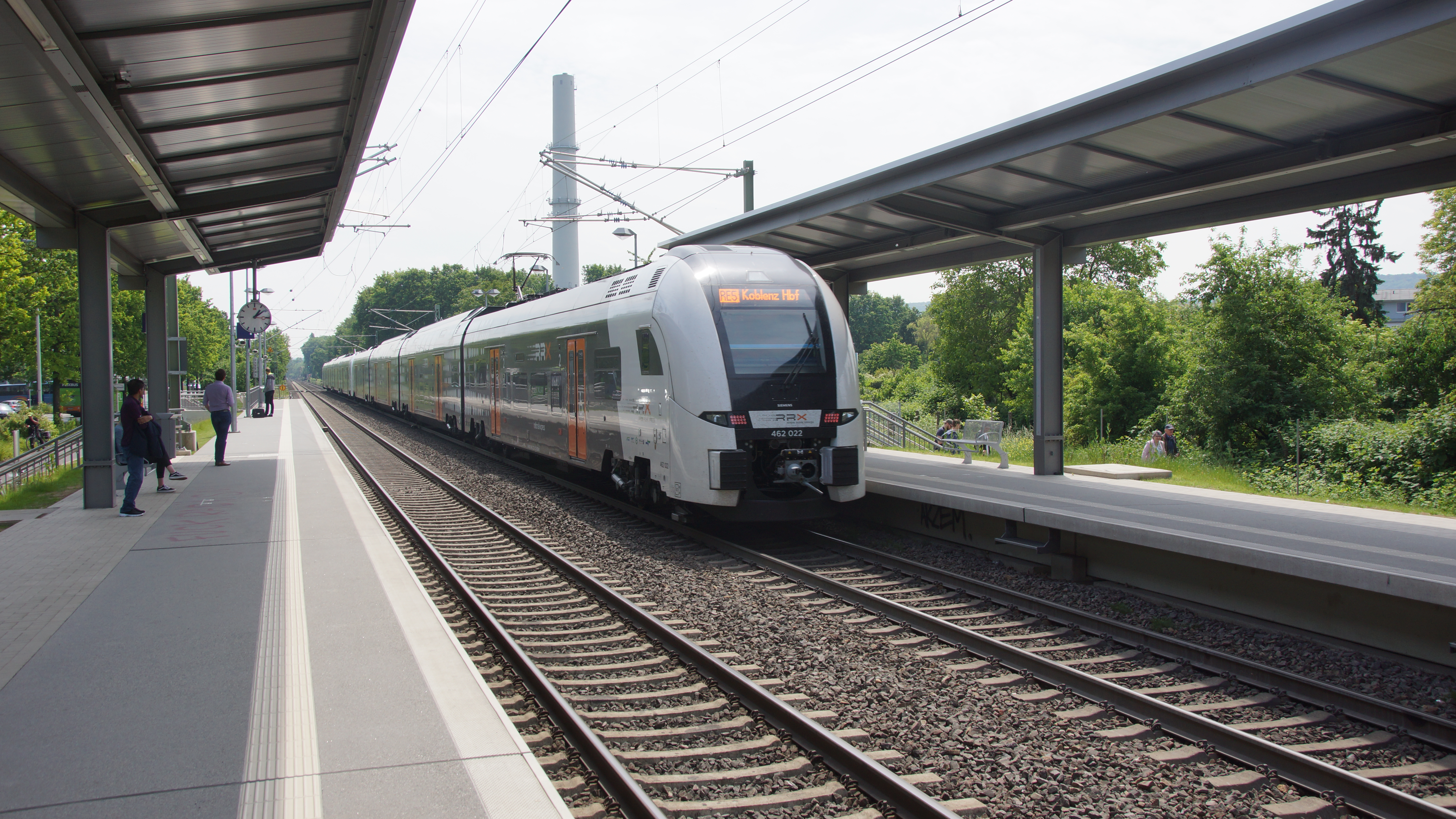
RRX-Fahrzeug in Bonn UN Campus

Im Juni 2015 gaben die zuständigen Aufgabenträger bekannt, dass National Express das Teillos 2 und 3 des neuen Rhein-Ruhr-Express betreiben wird.
Dazu gehören die Linien RE 4 (Wupper-Express, auch künftig nicht als RRX bezeichnet), RE 5 (Rhein-Express) und RE 6 (Rhein-Weser-Express). Der RRX ist das größte Projekt zur Verbesserung des Schienenpersonennahverkehrs in Nordrhein-Westfalen. Da Betrieb und Wartung separat ausgeschrieben wurden, erhielt Siemens den Auftrag für den Bau und die Instandhaltung der neuen Desiro HC Elektrotriebzüge.
Das ebenfalls ausgeschriebene Teillos 1 wurde bis Anfang 2022 von der Abellio Rail NRW betrieben. Nach der Insolvenz von Abellio Rail hat National Express zum 1. Februar 2022 dieses Los im Rahmen eines Notvergabeverfahrens bis zum 31. Dezember 2023 übernommen; es umfasst die Linien RE 1 (NRW-Express) und RE 11 (Rhein-Hellweg-Express). In einer Sitzung des Verkehrsverbundes Rhein-Ruhr (VRR) am 17. Januar 2023 wurde entschieden, dass National Express auch darüber hinaus Betreiber des Teilloses bis zum Jahre 2035 bleibt.
Aufgrund von anhaltendem Personalmangel kommt es seit Dezember 2023 immer wieder zu verschiedenen Einschränkungen im Netz. So wurde die Linie RE 11 im Abschnitt Düsseldorf – Hamm zeitweise vollständig eingestellt. Seit Dezember 2024 gilt auf allen Linien ein reduzierter Fahrplan, in dem Verstärkerleistungen und Züge in verkehrsschwachen Zeiten gestrichen oder im Laufweg gekürzt wurden. 
Anfang 2025 begann das Unternehmen TRI Train Rental im Auftrag von National Express einzelne RE 7 Leistungen zu übernehmen. Seit Sommer 2025 werden auch auf weiteren Linien (RE 4, RE 6, RE 11) einzelne Leistungen durch TRI als Subunternehmer erbracht.

### Ausschreibungen

#### S-Bahn Berlin
National Express hatte sich an der Ausschreibung für das Teilnetz Ring der S-Bahn Berlin beteiligt. Im Oktober 2014 hat sich das Unternehmen von der Ausschreibung zurückgezogen.

#### S-Bahn Nürnberg
Am 2. Februar 2015 gab die Bayerische Eisenbahngesellschaft (BEG) bekannt, dass National Express beide Lose der Ausschreibung der S-Bahn Nürnberg gewonnen hat und den Betrieb ab 2018 übernehmen soll. National Express wollte für diesen Auftrag beim tschechischen Hersteller Škoda Vagonka für rund 360 Mio. € 39 fünfteilige Škoda 7Ev „RegioPanter“ beschaffen.
Am 28. April 2015 untersagte die zuständige Vergabekammer die Vergabe an National Express. Am 29. April 2015 teilte die Bayerische Eisenbahngesellschaft mit, dass sie gegen die Entscheidung der Vergabekammer Rechtsmittel beim Oberlandesgericht München eingelegt hat. Die Entscheidung der Vergabekammer beruhe darauf, dass National Express „ihre finanzielle Leistungsfähigkeit nach Auffassung der Vergabekammer Südbayern jedoch nur nicht im erforderlichen Maße in Bezug auf die formal vorzulegenden Erklärungen nachgewiesen“ habe. Die Angemessenheit des Angebotspreises, die Qualität des Angebots von National Express sowie die Auswahl von National Express als wirtschaftlichsten Anbieter wurden von der Vergabekammer nicht beanstandet. Auch wurden keine grundsätzlichen Zweifel an der finanziellen Leistungsfähigkeit von National Express geäußert.
Am 17. September 2015 hob das Oberlandesgericht München den Beschluss der Vergabekammer Südbayern auf und entschied, dass die BEG die finanzielle Leistungsfähigkeit von NX erneut prüfen müsse. Am 15. Dezember 2015 gab die BEG bekannt, dass National Express nach einer Prüfung unter Beachtung der Rechtsauffassung des Oberlandesgerichts München ausreichend finanziell leistungsfähig sei, um die S-Bahn-Verkehre im Raum Nürnberg zu übernehmen.
Am 25. Oktober 2016 gab National Express an, nicht mehr um die S-Bahn Nürnberg kämpfen zu wollen, und zog sich zurück. Begründet wurde dies mit der Unmöglichkeit, in der kurzen Zeit bis zum Vertragsbeginn neue Fahrzeuge zu bauen und in Betrieb zu nehmen.

### Fahrzeuge
National Express setzt bei den Ausschreibungen auf unterschiedliche Fahrzeuge und Fahrzeugkonzepte. Für den Einsatz in Nordrhein-Westfalen wurden Bombardier Talent 2 in unterschiedlichen Längen bestellt, die teilweise in Doppeltraktion verkehren. Die beim Rhein-Ruhr-Express (RRX) zum Einsatz kommenden Doppelstock-Triebwagenzüge des Typs Siemens Desiro HC sind gepachtet.

#### Bombardier Talent 2
Am 4. Juni 2013 gab Bombardier bekannt, dass National Express insgesamt 35 drei- und fünfteilige Talent 2 für rund 170 Mio. EUR bestellt hat. Die Auslieferung fand 2015 bis Anfang 2016 statt. Eingesetzt werden die Züge in Nordrhein-Westfalen auf den Linien RE 7 und RB 48. Fahrzeuge des Typs Talent 2 wurden bereits bei der Deutschen Bahn und der SWEG eingesetzt und waren von Abellio Rail NRW auch schon bestellt worden. Am 28. November 2014 wurde der erste Talent 2 für National Express im Bombardier-Werk Hennigsdorf vorgestellt.
| Baureihe | Stückzahl | Konfiguration | Länge     | Sitzplätze | Einsatzstrecken | Bemerkung |
| -------- | --------- | ------------- | --------- | ---------- | --------------- | --------- |
| 9442     | 10        | dreiteilig    | 56.200 mm | 160        | NRW RB 48       |           |
| 9442     | 25        | fünfteilig    | 88.400 mm | 255        | NRW RE 7, RB 48 |           |

#### Desiro HC
Seit mehreren Jahren setzt National Express auf den von ihr betriebenen RRX-Strecken die vom Verkehrsverbund beschafften Siemens Desiro HC ein. Seit Februar 2022 werden auch die Fahrzeuge von Abellio NRW betrieben, die zuvor Insolvenz anmeldete. Somit sind alle 84 Fahrzeuge im RRX-Netz durch National Express im Einsatz.

#### Škoda RegioPanter
Für die S-Bahn Nürnberg sollten 38 fünfteilige Škoda 7Ev RegioPanter bestellt werden. Fahrzeuge des Typs Škoda Regiopanter werden bislang in Deutschland noch nicht eingesetzt, da auch National Express dieses Vorhaben nicht umgesetzt hat.

#### Baureihe 403
Im Auftrag von National Express sollte ein Triebzug der Baureihe 403 bei Netinera in Neustrelitz instand gesetzt und zu Werbezwecken im Regelverkehr eingesetzt werden. Die Aufarbeitung wurde im Jahr 2022 zurückgestellt und die Wagen und Teile eingelagert.

#### Baureihe 110
Die Elektrolokomotive 110 043-6 der Pressnitztalbahn (9180 6 110 511-3 D-PRESS) wurde 2013 mit Reklame für National Express lackiert. Ihre Ordnungsnummer bei der Deutschen Bahn war 110 511.
2015 mietete National Express die 110 469-4 von der TRI Train Rental an. Die Lokomotive war seit März 2016 im blauen Farbkleid lackiert und kam auf der Linie RB 48 im Wendezugbetrieb zum Einsatz.

## Busverkehr

Logo city2city

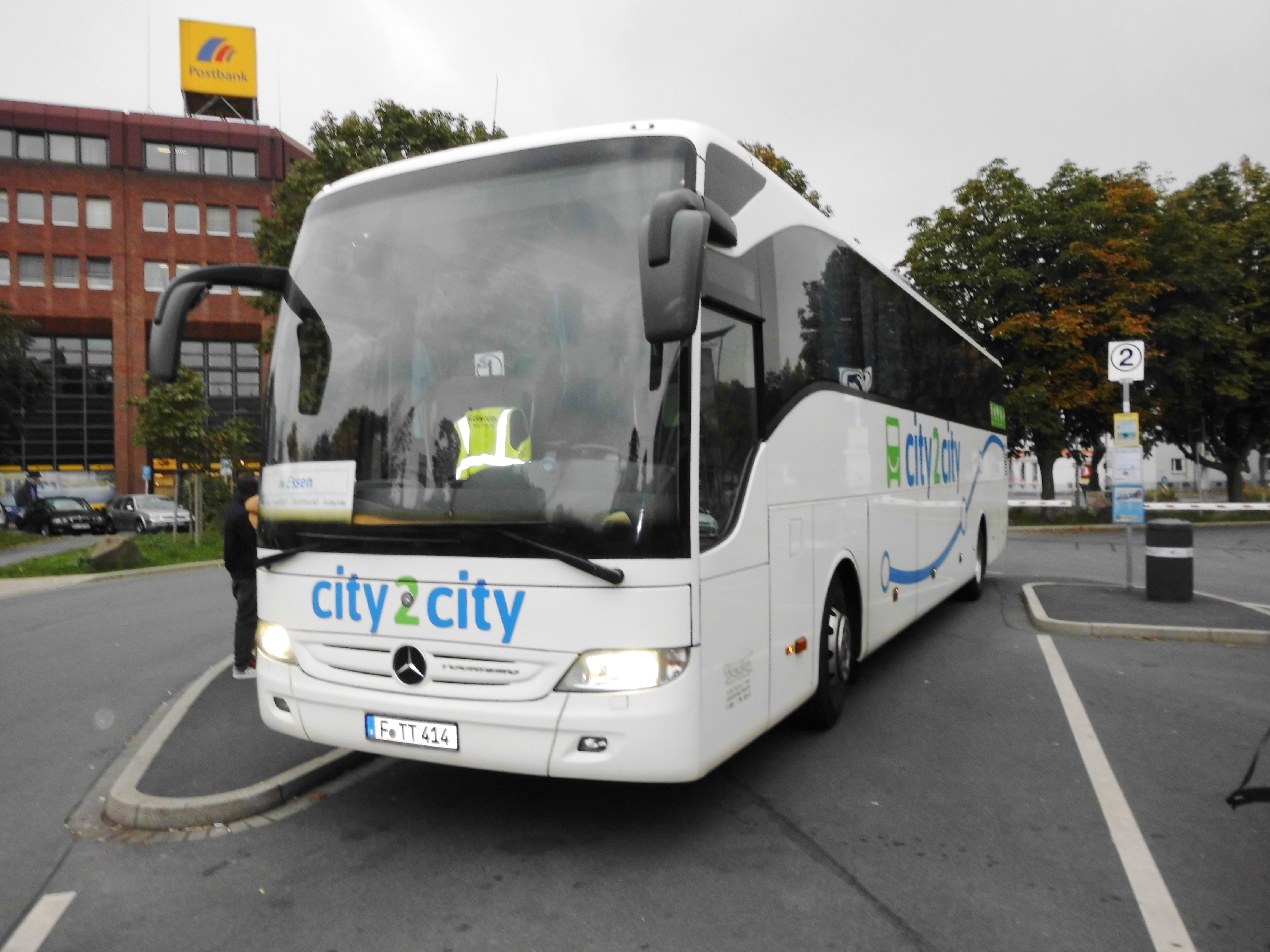
Bus von City2city

Im Busverkehr war National Express über die Tochtergesellschaft National Express Germany GmbH aktiv. Im Jahr 2013 stieg das Unternehmen unter der Marke city2city mit mehreren Strecken in den deutschen nationalen Fernlinienbusverkehr ein, begleitet von massiven Werbemaßnahmen. Deutschland-Chef Donker van Heel kündigte vor dem Einstieg Anfang 2013 an, man wolle Marktführer im deutschen Fernbuslinien-Markt werden. Zuvor hatte National Express nur über die Deutsche Touring, an deren Mehrheitseigner Ibero Eurosur die National Express-Tochter Alsa beteiligt ist, einen minimalen Anteil am deutschen Markt. Zum 13. Oktober 2014 stellte city2city den Betrieb ein. Damit gab der erste große Anbieter von Fernbus-Linienverkehren in Deutschland auf.